# Dégénération
«Dégénération» (рус. «Вырождение») — первый сингл с альбома «Point de Suture» французской певицы Милен Фармер. Был выпущен 18 августа 2008 года. Песня ритмичная, в стиле синти-поп, присутствуют элементы готики.

## История сингла
21 мая 2008 года опубликовалась официальная информация о том, что первый сингл из нового альбома Милен Фармер будет называться «Dégénération», а радиоверсия песни будет разослана на радиостанции 19 июня 2008 года.
14 июня песня стала доступной для легального скачивания.

## Издания и трек-листы

### Издания
В продажу поступили следующие версии сингла:
- CD-сингл, 3 трека
- CD Maxi Remixes, 4 трека
- 12", 4 трека
- Цифровая дистрибуция, 3 трека (сингл)
- Цифровая дистрибуция, 4 трека (ремиксы)

Также вышло несколько промоизданий, предназначенных для распространения на радио, ТВ и в ночных клубах:
- CD, 1 трек (промо)
- CD, 1 трек (промо, «люкс-версия» в большом конверте)
- CD New Remix, 1 трек (промо)
- CD Maxi Club Remixes, 3 трека (промо)
- 12", 2 трека (промо)

### Трек-листы сингла
- CD-сингл / Цифровая дистрибуция, 3 трека[1]

| №  | Название                               | Длительность |
| -- | -------------------------------------- | ------------ |
| 1. | «Dégénération» (Single Version)        | 5:27         |
| 2. | «Dégénération» (Radio Edit)            | 4:08         |
| 3. | «Dégénération» (Version Instrumentale) | 5:27         |

- CD / 12" Maxi Remixes / Цифровая дистрибуция , 4 трека

| №  | Название                                          | Длительность |
| -- | ------------------------------------------------- | ------------ |
| 1. | «Dégénération» (Single Version)                   | 5:27         |
| 2. | «Dégénération» (Tomer G Sexy Club Mix)            | 8:33         |
| 3. | «Dégénération» (MHC Future Generation Remix Club) | 6:29         |
| 4. | «Dégénération» (Manhattan Clique Mix)             | 3:20         |

- CD, 1 трек (обычное / «люкс» промоиздание)

| №  | Название                    | Длительность |
| -- | --------------------------- | ------------ |
| 1. | «Dégénération» (Radio Edit) | 4:06         |

- CD New Remix, 1 трек (промо)

| №  | Название                                          | Длительность |
| -- | ------------------------------------------------- | ------------ |
| 1. | «Dégénération» (MHC Future Generation Remix Club) | 6:29         |

- CD Maxi Club Remixes, 3 трека (промо)

| №  | Название                               | Длительность |
| -- | -------------------------------------- | ------------ |
| 1. | «Dégénération» (Comatik Club Remix)    | 7:04         |
| 2. | «Dégénération» (Tomer G Sexy Club Mix) | 8:33         |
| 3. | «Dégénération» (Single Version)        | 5:27         |

- 12", 2 трека (промо)

| №  | Название                                         | Длительность |
| -- | ------------------------------------------------ | ------------ |
| 1. | «Dégénération» (Martin Solveig Degenerave Remix) | 7:04         |
| 2. | «Dégénération» (Tomer G Sexy Club Mix)           | 8:33         |

Примечание: «Martin Solveig Degenerave Remix» = «Comatik Club Remix».

## Создатели
| - Mylène Farmer — текст - Laurent Boutonnat — музыка - Simon Hawk (H&K) — фото обложки - Melikito — художественное оформление (рисунок «шва») - Henry Neu — дизайн - Isiaka — издательство | «Tomer G sexy club remix» - Tomer G на Tomer G Studios for Rave World of Music — ремикс; «MHC future generation remix club» и «Manhattan Clique mix» - Manhattan Clique — ремикс, дополнительное производство - Philip Larsen — клавишные - Lee Turner — гитара |

## История релизов
| Дата              | Лейбл   | Регион                      | Формат    | Каталог |
| ----------------- | ------- | --------------------------- | --------- | ------- |
| Начало июля, 2008 | Polydor | Бельгия, Швейцария          | Digital   | —       |
| 19 июля 2008      | Polydor | Франция                     | Digital   | —       |
| 18 августа 2008   | Polydor | Бельгия, Франция, Швейцария | CD maxi   | 5310110 |
| 18 августа 2008   | Polydor | Бельгия, Франция, Швейцария | 12"       | 5310111 |
| 18 августа 2008   | Polydor | Бельгия, Франция, Швейцария | CD single | 5310112 |

## Положение в чартах
По данным статистики, продано около 80 000 экземпляров сингла — в основном, на территории Франции.
| Рейтинги продаж синглов | Высшая строчка |
| ----------------------- | -------------- |
| Франция                 | 1              |
| Бельгия (Валлония)      | 1              |
| Швейцария               | 26             |

| Общегодовой рейтинг продаж синглов (2008) | Место |
| ----------------------------------------- | ----- |
| Франция                                   | 22    |
| Бельгия (Валлония)                        | 77    |

| Рейтинги ротаций на радио | Высшая строчка |
| ------------------------- | -------------- |
| Бельгия (Валлония)        | 1              |
| Франция                   | 51             |
| Россия                    | 65             |

| Рейтинг ротаций клипа на ТВ | Место |
| --------------------------- | ----- |
| Франция                     | 10    |